# Eugène-Louis Charpentier
Pour les articles homonymes, voir Charpentier (homonymie).
Louis Eugène Charpentier, né à Paris (ancien 8e arrondissement) le 1er juin 1811, et mort dans le 6e arrondissement de Paris le 16 décembre 1890, est un peintre français.

## Biographie

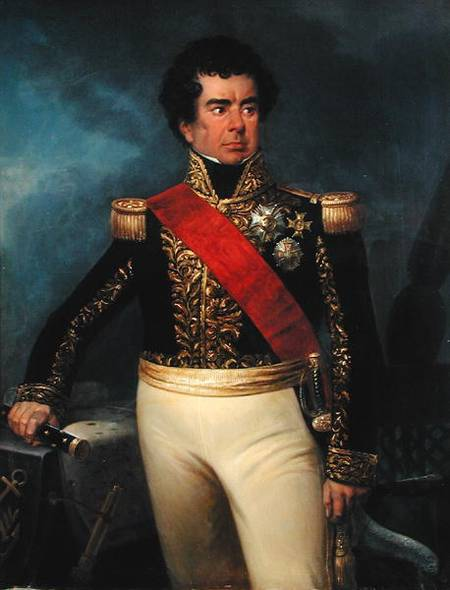
Portrait de Guy-Victor Duperré, château de Versailles.

Élève de François Gérard et de Léon Cogniet, il est connu essentiellement pour des scènes de batailles dont la plupart sont conservées au château de Versailles. On lui doit aussi des portraits dont le plus célèbre est celui de George Sand (1839). Certains de ses portraits ont été interprétés en gravures, comme celui de Géraud Christophe Michel Duroc par François Adolphe Bruneau Audibran ou celui d'Eugène Sue par Marc Antoine Claude Monnin.
Il participe à plusieurs Salons dont le Salon de 1857 et obtient une médaille de deuxième classe en 1840 et de troisième classe en 1841.
Mort en 1890 à Paris, il est inhumé au cimetière du Montparnasse (11e division).

## Œuvres

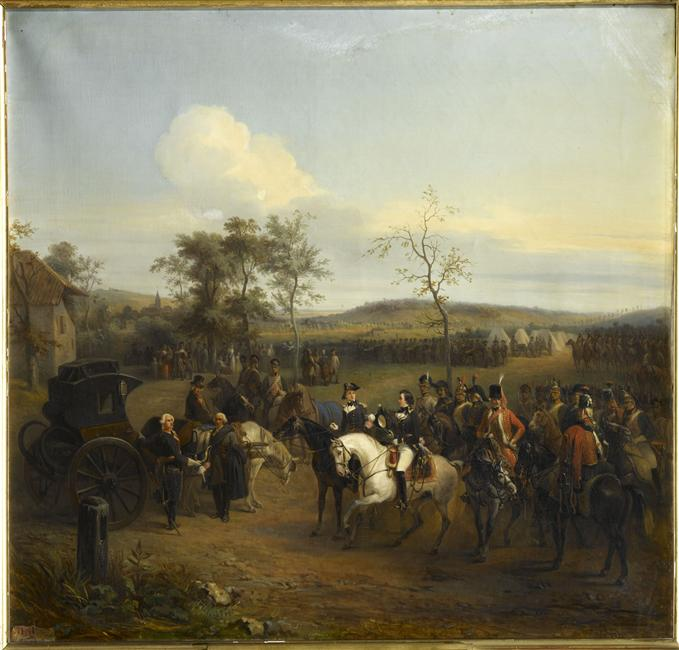
Le Duc de Chartres à Gravelotte en 1792, château de Versailles.

- La Bataille de Solférino, le 24 juin 1859, Paris, musée de l'Armée[3]
- La Délivrance de Mazeppa
- Les Cavaliers
- Village de campagne
- Scène de vendanges
- L'Empereur Nicolas Ier
- Déclaration d'amour
- Scène de labour
- Scène de la guerre de Crimée
- Vase de fleurs, coupe en porcelaine et grenade sur un châle indien
- D'Alembert enfant trouvé devant le portail de l'église Saint-Jean
- Officier blessé et son ordonnance
- Vénus et Amours dans les nuées
- Glaneuse dans un paysage
- Artillerie à cheval, Paris, palais de l’Élysée, 1850
- Bataille de Tchenaïa, Crimée, château de Versailles, 1857
- Le Camp de Châlons, 1857
- Les dragons à Rocroy, gravé par Charles-Michel Geoffroy